# 김재현 (철도 기관사)
김재현(金裁鉉, 1923년 9월 21일~1950년 7월 20일)은 대한민국 철도 기관사로 6.25 전쟁 대전 전투에서 7월 20일, 미군들과 함께 '보급품 후송 작전' 수행 중 순직하였다.

## 생애
1923년 9월 21일 충청남도 논산시에서 출생하였고 1944년 일제강점기 당시 철도국에 입사하였다. 
대전기관차사무소 기관사로 일하던 중 1950년 6월 25일 6.25 전쟁이 발발하였고 대전 전투에서 미 제24보병사단 사단장 윌리엄 F. 딘 소장의 명령에 따라 실행된 '보급품 후송 작전'에 참여하여 7월 20일 순직하였는데 그 상세 과정은 다음과 같다. 
미국이 6.25 전쟁에 참전한 이후최초 참전 전투부대인 미 제24보병사단은 7월 5일 오산 전투부터 시작해서 후속부대가 한국에 전개할 수 있는 시간을 벌기 위해 사력을 다해 지연전을 벌이고 있었다.
미 제8군 사령관 월튼 H. 워커(Walton Harris Walker) 중장은 7월 18일 오전 포항에 상륙한 미 제1기병사단이 영동 일대에 전개하는데 최소한 2일의 시간이 필요하다고 강조하였고 이에 따라 미 제24보병사단 사단장 윌리엄 F. 딘(William Frishe Dean) 소장은 원래 계획했던 철수 시점을 7월 19일 야간에서 하루 더 연장하여 7월 20일 야간으로 변경하고 대전 방어를 담당한 제34연대에 제19연대 제2대대를 배속시키는 등 전투력을 증강시키며 지연전을 준비하였다. 
7월 19일 아침 북한 공군 야크 전투기의 대전 후방 보급로 공습과 함께 대전 전투가 본격적으로 시작되었고 미 제24보병사단은 목표대로 7월 20일까지 대전을 사수하며 지연 임무를 완수하고 철수를 준비하였다. 이때 대전역 안에 있던 대부분 탄약으로 구성된 보급품 적재 화차의 후방 이송이 중요한 과제가 되었고 이에 따라 딘 소장이 직접 7월 20일 16시경 대전역 안의 대부분 탄약으로 구성된 보급품 적재 화차 10량의 후송 명령을 영동에 위치한 사단지휘소에 하달하였다.
이러한 딘 소장의 명령에 의해 '보급품 후송 작전'이 착수되자 김재현 기관사는 부기관사에 해당하는 황남호 본무기관조사, 현재영 보조기관조사와 함께 참여하여 미카 3형 증기기관차 219호(모델번호: 미카3-219호)에 탄수차만을 연결한 채 6명의 미군 호송병들을 싣고 7월 20일 오후 4시 30분경 이원역을 출발하였다. 
북한군의 매복 공격을 뚫고 어렵사리 대전역에 도착하였으나 탄수차에 총알 구멍이 생겼고 이로인해 물이 새면서 압력이 떨어져 보급품이 적재된 화차 10량을 연결시 기관차의 동력 부족으로 이동이 불가능할 것으로 판단하여 보급품 후송 임무를 포기하고 다시 옥천역 복귀를 결정한다. 복귀 도중 세천역 부근에매복해 있던 북한군의 집중사격을 받고 순직하였으며 김재현 기관사가 총에 맞아 즉사한 이후 현재영 보조기관조사도 총에 맞아 의식을 잃고 쓰러졌고 그 후 미군 스몰우드 하사(Sergeant Elmo Smallwood)이 운전을 하여 기관차는 어렵사리 옥천역에 복귀에 성공하였다.
미 육군 군사(戰史) 연구소(U.S. Army Center of Military History)의 6.25 전쟁 공식 전사(戰史) - 'South to the Naktong, North to the Yalu' (pp. 168–169)에 따르면 김재현 기관사의 기관차가 대전역에 도착했다 되돌아간 이후 딘 소장이 한번 더 영동에 위치한 사단지휘소에 보급품 후송을 위한 기관차를 대전역으로 보내라는 명령을 내렸고 17시에 기관차가 대전역을 향해 출발했다는 보고까지는 딘 소장이 받았지만 대전역에 도착은 하지 못 하였고 이 기관차를 대전역에서 기다리던 수송장교 레이몬드 D. 햇필드(Raymond Davidson Hatfield) 대위가 북한군에게 공격을 당해 전사하였다고만 기술되어있다.(수송장교 햇필드 대위는 이 '보급품 후송 작전'전 중 전사한 공적이 인정되어 은성훈장이 수여되었다.)
한편 미 육군 군사(戰史) 연구소(U.S. Army Center of Military History)의 6.25 전쟁 공식 전사(戰史) - 'South to the Naktong, North to the Yalu'에는 나오지 않지만 7월 20일에 김재현 기관사 등이 수행한 '보급품 후송 작전'과 별개로 한국인 철도공무원들이 운전하는 기관차에 미군 호송병 6명이 탑승하여 또다른 '보급품 후송 작전'을 수행하였고 이 작전에서도 기관차 운행 도중 북한군의 매복 공격을 받았다고 보도한 미국 신문 기사가 존재한다.
부연하자면, International News Service 통신사 소속 필립 딘(Philippe Deane Gigantès) 종군기자가 1950년 7월 21일 단독으로 보도하고 'South Bend Tribune', 'Miami Daily News' 등 수많은 미국 신문에 전재(轉載) 및 재배포되었는데, 이 기사에서 주목할 점은 한국인 철도공무원 중 'switchman'이 등장한다는 점으로서 1953년 12월 교통부 발간 공식 역사서 '한국교통동란기'에서 김재현 기관사 등이 수행한 '보급품 후송 작전'과 별개의 '보급품 후송 작전'을 수행한 것으로 기록되어 있는 장시경 신호원으로 확실시된다.
그러나 최종적으로 위와같은 한국인 철도공무원 및 미군들의 노력과 희생에도 불구하고 결국 후송에 실패하여 7월 21일 오전 8시 미 공군이 보급품이 적재된 화차들을 폭격으로 파괴하여 북한군에 의한 노획을 방지하였다.
덧붙여 이 대전역 화차 폭격은 AP 통신사를 통해 전 세계로 타전되어 'The Evening Star', 'The Daily Alaska Empire' 등 수많은 미국 신문에 1950년 7월 21일자로 보도되었으며, 화차 폭격에 참여한 머스탱 전투기 조종사는 인터뷰에서 엄청난 탄약이 적재된 화차가 폭발하면서 발생한 화염을 미국 독립기념일 축하행사의 상징인 화려한 불꽃놀이 광경에 비유하였다.
- 'The Evening Star' 1950년 7월 21일자 기사 원문 발췌

```
Capt. H. Moreland of Mobile, Ala., leader of the mission, said

"The train blew sky high, It was like the 
Fourth of July
."

He said Taejon looked very still and deserted.
```

김재현 기관사의 유해는 동료들에 의해 영동산 아래에 묻혔다가 휴전 후 고향 논산으로 이장되었고, 1983년 철도인으로는 처음으로 서울특별시 동작구 동작동 국립서울현충원 영관급 묘역에 안장되었다. 그의 아들은 역무원으로 근무하였고 외손자는 2005년 한국철도공사에 입사하여 대전광역시에 있는 시설장비사무소에서 근무하고 있으며 외할아버지의 뒤를 잇기 위해 2011년 철도 기관사 면허를 땄다.

## 잘못 알려졌던 사실들
2025년 6월 12일 고시된 정부기관(국가유산청)의 재조사 결과를 통해 작전 목적, 작전 일시, 작전 투입 기관차 모델번호에 대한 역사적 오류가 바로잡혔다.

### 김재현 기관사가 수행한 작전의 목적
김재현 기관사가 수행한 작전의 목적은 '딘 소장 구출 작전'이 아니고 대전역에 있던 보급품(화차 10량) 후방 이송 작전이었다.
그 동안 국내에서는 1950년 7월 19일 김재현 기관사 등 한국인 철도공무원들이 운전하는 기관차에 30명으로 구성된 미군 결사대가 탑승하여 대전 전투에서 실종된 미 제24보병사단 사단장 '윌리엄 F. 딘' 소장을 구출하기 위한 일명 '딘 소장 구출 작전'을 실행하였고 이러한 '딘 소장 구출 작전' 수행 중 김재현 기관사와 미군 결사대원 29명이 전사한 것으로 알려졌었다.
한국철도공사가 철도청 시절부터 호국철도의 상징으로 주도적으로 홍보하여 널리 알려진 이 '딘 소장 구출 작전' 영웅담은 흡사 전쟁 영화의 시나리오 같은 화제성으로 말미암아 오랜 세월에 걸쳐 국가보훈부와 같은 정부기관과 언론사 등에 의해 '구출 작전'이 허위임을 단번에 판명할 수 있는 기관차의 대전 진입 시점, 미 제24보병사단의 대전 철수 시점, 딘 소장의 실종 시점 등 공식 전사(戰史)에 기록된 대전 전투의 사건 발생별 시간 순서 비교와 미군 결사대원들의 소속과 신원 파악 등 기본적인 팩트체크 및 교차검증이 생략된 채 그대로 인용되고 '세계 전쟁사에서도 유례를 찾기 힘든 구출 작전' 등으로 무분별하게 확대·재생산되면서 정설처럼 굳어졌다.
그러나 '딘 소장 구출 작전'은 절대 팩트가 아니며, 역사적 사실은 대전역 안의 화차 10량에 적재되어 있던 탄약 등 보급품의 후방 이송 작전이었는데 그 동안 이 작전이 국내에서만 '딘 소장 구출 작전'으로 와전되어 한국철도공사를 통해 광범위하게 잘못 알려진 것으로 미 육군 군사(戰史) 연구소(U.S. Army Center of Military History)의 6.25 전쟁 공식 전사(戰史) - 'South to the Naktong, North to the Yalu' (pp. 168–169)와 딘 장군 회고록 - 'General Dean's Story' (p. 37) 등의 과거 자료부터 현재 기밀해제되어 발굴된 미 제24보병사단 정보참모부(G-2) 보고서 등 최신 자료까지 모든 미군 측 대전 전투 공식 전사(戰史) 및 기록에서 '보급품 후송 작전'으로 일관되게 기술하고 있다.
덧붙여 이 '보급품 후송 작전'은 도쿄 미 극동사령부의 7월 21일자(일본 시각) 전황 브리핑에서도 언급되었으며, AP통신를 통해 전 세계로 타전되어 'Journal-Every Evening', 'Spokane Daily Chronicle' 등 수많은 미국 신문에 7월 20일자(미국 시각)로 보도되었다.
- 'Journal-Every Evening' 1950년 7월 20일자 기사 원문 발췌

```
"A locomotive crew trying to take a late haul of supplies from Taejon was ambushed en route to the station."
```

또한 대한민국 국군 측 역시 국방부 전사편찬위원회가 1979년 발간한 6.25 전쟁 공식 전사(戰史) - '한국전쟁사 제2권 지연작전기' (p. 536) 보관됨 2023-04-17 - 웨이백 머신의 대전 전투 절 연구 항목에서 생존 철도공무원들의 증언과 미국 측 자료를 통해 작전 목적을 비교 분석한 후 "한 가지 분명한 것은 생존 철도공무원들의 증언에서 모두 이 열차작전의 목적이 딘 소장의 구출에 있다고 하였지만, 이것은 사실과 다르다" 이렇게 결론을 내리며 '딘 소장 구출 작전'은 와전이라고 못 박았으며, 국방부 군사편찬연구소가 2008년에 발간한 6.25 전쟁 공식 전사(戰史) - '6.25전쟁사 제4권 금강-소맥산맥선 지연작전' (pp. 161–162, 각주 p. 217) 보관됨 2021-06-24 - 웨이백 머신에서는 '대전역 보급품 후송 실패'라는 제목의 단락으로 기술하고 각주를 통해 '딘 소장 구출 작전'이 아닌 '보급품 후송 작전'이었음을 다시 한번 명확히 기술하였다.
- 국방부 군사편찬연구소 '6.25전쟁사 제4권 금강-소맥산맥선 지연작전' 각주 발췌 (p. 217)'

```
"전사편찬위원회,『한국전쟁사 제2권』, p. 524, p. 536. 7월 20일 오후에 대전역에 열차가 돌입하였다가 다시 돌아 간 상황에 대한 기록과 증언들에 차이가 있으나, 한 가지 분명한 것은 「열차회송 작전」의 목적이 딘 소장의 구출에 있었던 것은 아니고, 대전역의 보급품을 적재한 화차를 구출하기 위한 작전이었다. 
```

특히 국방부 소속 전쟁기념관에서는 2020년에 발간했던 학예지 - '호국인물총서 (1): 6·25전쟁 개전의 순간' (pp. 118–123)에서 기밀해제 된 미 제24보병사단 정보참모부(G-2) 보고서를 국내 최초로 입수하여 철도공무원들이 수행한 작전이 '딘 소장 구출 작전'이 아닌 '보급품 후송 작전'이었음을 이론의 여지없이 입증하여 기술하였고, 작전 목적의 오해에 대해 각주를 통해 한번 더 자세히 설명하였다.
- 국방부 전쟁기념관 '호국인물총서 (1): 6·25전쟁 개전의 순간' 각주 발췌 (p. 120)'

```
"당시 김재현 기관사의 기관차에 부여된 임무를 두고 거듭되는 오해를 별기한다. 당시 승무원인 현재영·황남호의 수기 증언을 비롯해 국내의 각종 문헌과 현양 행사에서는 당시의 철도 수송 임무를 ‘딘 소장 구출 작전’으로 묘사해 왔다. 그러나 대전 철수작전 당시 작성된 미 제24사단 정보처 보고서와 미 육군, 국방부 군사편찬위원회에서 각각 발행된 공간사, 딘 소장의 회고록 등에 따르면 이들의 임무는 대전역에 적재된 보급품을 영동역으로 철수시키는 것으로 딘 소장의 구조와는 무관한 임무였다.[24th Infantry Division G-2 Journal, Vol. 8, For the Period 191700K July to 221550K July 50 ; Appleman, Roy E., South to the Nakdong, North to the Yalu , Center of Military History, United States Army(1992), 169쪽; Dean,William F. and Worden, William L., General Dean’s Story , the Viking Press(1954), 37쪽; 국방부 군사편찬연구소, 『6·25전쟁사 4: 금강-소백산맥선 지연작전』, 2008, 161∼162쪽]"
```

덧붙여 그 동안 북한군에게 포위된 상태의 대전에 남아있던 딘 소장을 구출하는 것도 아니고 한국철도공사가 제작한 각종 전시물 설명문(한국철도공사 본사 동상 설명문, 호국철도기념관 전시물 설명문), 정부기관 SNS 콘텐츠(국가철도공단 블로그) 그리고 언론 기사(매일건설신문 기획칼럼 - 손길신 전 철도박물관장의 철도역사 이야기 '제47화', 대전일보 기사)와 영상 콘텐츠(국립서울현충원 교육용 애니메이션 - '미카 129) 등등에서 딘 소장이 아예 1950년 7월 19일에 실종 혹은 포로가 되었고 미군이 이 사실을 인지하여 김재현 기관사가 운전하는 기관차를 통해 특공대를 투입하여 대전역을 수색하는 등 딘 소장 구출 작전을 펼쳤다고 드라마틱하게 묘사하기도 하였다. 그러나 결론적으로 위와 같은 자료들은 관련된 사건들의 발생 시점을 조작하여 끼워 맞춘 이론의 여지가 없는 역사 왜곡으로 다시 말해 이러한 영화같은 구출 작전은 시간 순서상 원천적으로 일어날 수 없는 작전이었다.
그 이유는 첫번째, 딘 소장은 7월 20일 18시경 대전에서 최종적으로 철수하기 전까지 대전 시내에서 부하들과 함께 북한군 탱크를 공격하며 정상적으로 제34연대 등 잔류 부대들을 지휘하고 있었기 때문에 7월 19일에 실종 혹은 포로가 되었다는 기본적인 사실관계부터가 완전히 어긋나 있기 때문이다.(딘 소장의 직접 지휘하에 7월 20일에 격파된 탱크 사진)
두번째, 미 육군 군사(戰史) 연구소(U.S. Army Center of Military History)의 6.25 전쟁 공식 전사(戰史) -'South to the Naktong, North to the Yalu' (pp. 168–169)와 딘 장군 회고록 - 'General Dean's Story' (p. 37)에 김재현 기관사의 기관차가 대전역으로 출발하게 된 이유가 상세히 기술되어 있는데 이를 살펴보면 대전역에서 한국인 철도기관사들이 기관차를 분리하여 보급품이 적재된 화차만 남겨둔 채 도망갔기 때문에 딘 소장이 7월 20일 16시경에 영동 사단지휘소에 보급품 적재 화차를 견인할 기관차를 대전으로 즉시 보내라고 명령했고 이 명령 때문에 김재현 기관사의 기관차가 대전역으로 출발한 것이며 기관차가 대전역에 도착은 했지만 화차 견인에는 실패 후 복귀하는 도중 김재현 기관사가 순직했다는 사실까지 딘 소장과 수송장교 햇필드 대위가 보고 받았으며 그리하여 화차 견인을 위해 다시 한번 기관차를 보내라고 딘 소장이 재차 사단지휘소에 명령을 하달했다는 내용까지 기록되어 있기 때문이다.
특히 미 육군 군사(戰史) 연구소(U.S. Army Center of Military History)의 6.25 전쟁 공식 전사(戰史) -'South to the Naktong, North to the Yalu' (pp. 169)에는 김재현 기관사의 기관차를 대전역에서 기다리고 있었던 수송장교 햇필드 대위에게 김재현 기관사가 대전역에 도착한 이후 기관차(탄수차) 손상에 이은 동력 부족으로 화차 견인이 불가능함을 직접 보고하고 복귀하는 상황까지 기록되어 있다.
- 'South to the Naktong, North to the Yaul' (pp. 168–169) 원문 발췌

```
"The locomotive had been sent to Taejon as the result of General Dean's telephone request to the 24th Division a little earlier. In midafternoon, Captain Hatfield tried to send a rolling supply point of ten boxcars of ammunition out of the Taejon railroad yard to Yongdong.Returning to the rail yard at the northeast side of Taejon, Hatfield discovered that  the Korean crew had uncoupled the locomotive from the supply train and fled south in it. It was then that Dean had telephoned the division to dispatch a locomotive immediately to Taejon to pull out this train. The nearest rail yard was at Iwon-ni, fifteen miles southeast of Taejon. Only armed guards had kept the Korean train crews there on the job. Enemy fire on the locomotive from Iwon-ni punctured the water tender."
```

```
"Though under sniper fire at the railroad yards, Hatfield awaited the arrival of the locomotive. When it pulled into the yards more enemy fire hit it. The engineer said the locomotive was so damaged that it could not pull the train out.To Hatfield's dismay, the Korean engineer threw the locomotive in reverse and backed speedily southward out of the yard.At the tunnel southeast of Taejon enemy fire again swept over the locomotive and grenades struck it, killing the engineer. The fireman, although wounded, took the train on into Okch'on. Some American soldiers rode the train out of Taejon. According to 24th Division records, the time was 1645."
```

```
"Informed of this untoward incident, Dean again telephoned the division, and at 1700 he received a telephone call that it was sending another locomotive, this time under guard. Dean informed Hatfield of this and the latter waited at the rail yard. Hatfield was killed by enemy soldiers there while waiting for the locomotive that never arrived. The next morning at 0830 a U.S. Air Force strike destroyed the trainload load of ammunition and supplies still standing in the Taejon rail yard."
```

마지막으로 딘 소장이 실제 실종되고 포로가 된 시점 역시 자세히 살펴보면 딘 소장은 7월 20일 오후 5시 이후 대전에서 마지막으로 철수한다는 내용의 전보문을 영동에 위치한 사단지휘소에 보내고 오후 6시부터 미 제24 보병사단 34연대의 잔류 병력과 함께 차량 대열로 부대 건제를 유지한 채 대전에서 철수하였는데 그 후 북한군의 매복 공격을 받아 차단선을 돌파하지 못 하고 차에서 내려 도보로 철수하던 중, 함께 가던 부상병에게 물을 떠다 주기 위하여 어둠 속에서 계곡을 내려가다가 낭떠러지로 떨어져 실신하면서 7월 20일 늦은 밤 실종되었다. 당시 미 제24보병사단 대변인(공보장교)이 "7월 20일 한국 시각 오후 9시 20분(미국 동부 표준시 오전 7시 20분) 기준 대전 지구에서 철수하는 병력 중 50퍼센트가 질서정연한 철수에 성공했으며, 딘 소장 행방은 확인되지 않고 있지만 실종자(Missing in Action)로 확정할 수는 없다."고 이렇게 발표하였고, 이 발표는 AP 통신사를 통해 전 세계로 타전되어 'The Central New Jersey Home News', 'The Boston Globe' 등 수많은 미국 신문에 1950년 7월 20일자로 보도되었으며, 미군에서 딘 소장을 공식적으로 실종자(Missing in Action)로 확정한 것은 7월 22일이었다.
그리고 딘 소장이 포로가 된 시점도 낭떠러지로 떨어져 실신하면서 홀로 낙오된 이후 본대로 복귀하기 위해 36일 동안 산천을 헤매다가 전라북도 진안군에서 8월 25일이 되어서야 한두규와 최종봉의 밀고로 북한군에게 포로가 되었고 후술 부분을 읽어보면 알겠지만 딘 소장이 포로가 되었다는 사실을 미군에서 명확하게 인식한 시점이 1951년 12월 24일 이후로 이 시점까지 미군에서는 딘 소장을 실종 중 전사한 것으로 추정하고 있었다. 결론적으로 당시 미군이 딘 소장의 실종 혹은 포로가 된 것을 인지한 후 특공대를 편성하여 김재현 기관사의 기관차를 통해 대전으로 투입시켜 '딘 소장 구출 작전'을 펼쳤다는 한국철도공사 등의 자료들은 완벽한 역사 왜곡이다.
한편 미군에서는 실종 중 전사한 것으로 추정하였다가 1950년 10월 북진 중 평양 부근에서 딘 소장 심문시 통역을 맡았던 북한군 징집병 이규현이 귀순하여 진술함으로써 미군에서도 이때 딘 소장이 생존하여 북한군에 포로가 된 것을 인지하였는데그래도 미군에서는 이규현 진술보다는 정황상 전사 가능성이 더 높다고 판단을 하였는지 1951년 1월 9일에 명예훈장(Medal of Honor) 수여식을 거행하였다.(훈장 관련 미국 육군부 일반명령 날짜는 1951년 2월 16일).
그 후 생사여부를 계속 조사 중 1951년 12월 21일 북한군이 오스트레일리아 출신의 공산계 언론사 소속 월프레드 G. 버체트(Wilfred Graham Burchett) 종군기자를 초청하여 인터뷰를 시켰고, 1951년 12월 24일 딘 소장의 사진과 함께 전세계로 기사가 배포되면서 포로 상태인 딘 소장의 상황이 명확하게 알려지게 되었다.

### 김재현 기관사의 기관차에 탑승했던 미군의 정체
김재현 기관사의 기관차에 탑승했던 미군의 정체는 결사대원들이 아니고 미 제24보병사단 병참부대 병사들이었다.
1953년 12월에 발간된 교통부 공식 역사서 '한국교통동란기'와 1983년 7월에 작성된 황남호 본무기관조사와 현재영 보조기관조사의 자필 경위서에서 기관차에 탑승했던 미군의 정체를 '미군 결사대'로 명명하고 총원 30명, 전사자 29명이라고 기록하였지만, 후대에 '딘 소장 구출 작전'을 특수 작전처럼 과장하기 위해 소속은 '미군 특공대', '미군 특전단', '미 해병 특수부대' 등으로 확대ㆍ 재생산되었고 병력과 전사자 기록도 한국인 철도공무원 3명과 합산 과정에서 혼돈을 일으켜 총원 33명, 전사자 32명으로 와전되었다.
그러나 미 제24보병사단의 정보참모부(G2)와 병참부대(Quartermaster Corps) 보고서에 따르면 기관차에 탑승했던 미군들의 실제 정체는 '결사대원'이 아닌 호송병이었다. 즉 '보급품 후송 작전' 지원 및 기관차 호위 임무를 맡았던 미 제24보병사단의 병참부대 소속의 일반 병사들로 하사 스몰우드(Sergeant Elmo Smallwood), 상병 맥컬럼(Corporal James McCallum), 상병 슈와르츠(Corporal Schwartz), 일병 시콜라(Private first class Cicola), 이병 마호니(Private Mahony) 이렇게 총원 6명이었으며 미군 사상자는 없었던 것으로 밝혀졌다.(호송병 6명의 상관은 미 제24보병사단 병참장교 제임스 W. 스펠맨(James W. Spellman) 대위로 기관차에 탑승하지는 않았다.)
그 동안 국내에서는 1950년 7월 19일 김재현 기관사 등 한국인 철도공무원들이 운전하는 기관차에 30여명으로 구성된 미군 결사대가 탑승하여 대전 전투에서 실종된 미 제24보병사단 사단장 '윌리엄 F. 딘' 소장을 구출하기 위한 일명 '딘 소장 구출 작전'을 실행하였고 이러한 '딘 소장 구출 작전' 수행 중 김재현 기관사와 미군 결사대원 29명이 전사한 것으로 알려졌었다.(1953년 12월에 발간된 교통부 공식 역사서 '한국교통동란기'와 1983년 7월에 작성된 황남호 본무기관조사와 현재영 보조기관조사의 자필 경위서에서 기관차에 탑승했던 미군의 정체를 '미군 결사대'로 명명하고 총원 30명, 전사자 29명이라고 기록하였지만, 후대에 '딘 소장 구출 작전'을 특수 작전처럼 과장하기 위해 '미군 특공대', '미군 특전단', '미 해병 특수부대' 등으로 확대ㆍ 재생산 되었고 병력과 전사자 기록도 총원 33명, 전사자 32명으로 와전되었다.)
한국철도공사가 철도청 시절부터 호국철도의 상징으로 주도적으로 홍보하여 널리 알려진 이 '딘 소장 구출 작전' 영웅담은 흡사 전쟁 영화의 시나리오 같은 화제성으로 말미암아 오랜 세월에 걸쳐 국가보훈부와 같은 정부기관과 언론사 등에 의해 '구출 작전'이 허위임을 단번에 판명할 수 있는 기관차의 대전 진입 시점, 미 제24보병사단의 대전 철수 시점, 딘 소장의 실종 시점 등 공식 전사(戰史)에 기록된 대전 전투의 사건 발생별 시간 순서 비교와 미군 결사대원들의 소속과 신원 파악 등 기본적인 팩트체크 및 교차검증이 생략된 채 그대로 인용되고 '세계 전쟁사에서도 유례를 찾기 힘든 구출 작전' 등으로 무분별하게 확대·재생산되면서 정설처럼 굳어졌다.
그러나 '딘 소장 구출 작전'은 절대 팩트가 아니며, 역사적 사실은 대전역 안의 화차 10량에 적재되어 있던 탄약 등 보급품의 후방 이송 작전이었는데 그 동안 이 작전이 국내에서만 '딘 소장 구출 작전'으로 와전되어 한국철도공사를 통해 광범위하게 잘못 알려진 것으로 미 육군 군사(戰史) 연구소(U.S. Army Center of Military History)의 6.25 전쟁 공식 전사(戰史) - 'South to the Naktong, North to the Yalu' (pp. 168–169)과 딘 장군 회고록 - 'General Dean's Story' (p. 37) 등의 과거 자료부터 현재 기밀해제되어 발굴된 미 제24보병사단 정보참모부(G-2) 보고서 등 최신 자료까지 모든 미군 측 대전 전투 공식 전사(戰史) 및 기록에서 '보급품 후송 작전'으로 일관되게 기술하고 있다.
덧붙여 이 '보급품 후송 작전'은 도쿄 미 극동사령부의 7월 21일자(일본 시각) 전황 브리핑에서도 언급되었으며, AP통신를 통해 전 세계로 타전되어 'Journal-Every Evening', 'Spokane Daily Chronicle' 등 수많은 미국 신문에 7월 20일자(미국 시각)로 보도되었다.
- 'Journal-Every Evening' 1950년 7월 20일자 기사 원문 발췌

```
"A locomotive crew trying to take a late haul of supplies from Taejon was ambushed en route to the station."
```

또한 대한민국 국군 측 역시 국방부 전사편찬위원회가 1979년 발간한 6.25 전쟁 공식 전사(戰史) - '한국전쟁사 제2권 지연작전기' (p. 536) 보관됨 2023-04-17 - 웨이백 머신의 대전 전투 절 연구 항목에서 생존 기관사들의 증언과 미국 측 자료를 통해 작전 목적을 비교 분석한 후 "한 가지 분명한 것은 생존 철도공무원들의 증언에서 모두 이 열차작전의 목적이 딘 소장의 구출에 있다고 하였지만, 이것은 사실과 다르다" 이렇게 결론을 내리며 '딘 소장 구출 작전'은 와전이라고 못 박았으며, 국방부 군사편찬연구소가 2008년에 발간한 6.25 전쟁 공식 전사(戰史) - '6.25전쟁사 4 금강-소맥산맥전 지연작전' (pp. 161–162, 주석 p. 217) 보관됨 2021-06-24 - 웨이백 머신에서는 '대전역 보급품 후송 실패'라는 제목의 단락으로 기술하고 각주를 통해 '딘 소장 구출 작전'이 아닌 '보급품 후송 작전'이었음을 다시 한번 명확히 기술하였다.
- 국방부 군사편찬연구소 '6.25전쟁사 제4권 금강-소맥산맥선 지연작전' 각주 발췌 (p. 217)'

```
"전사편찬위원회,『한국전쟁사 제2권』, p. 524, p. 536. 7월 20일 오후에 대전역에 열차가 돌입하였다가 다시 돌아 간 상황에 대한 기록과 증언들에 차이가 있으나, 한 가지 분명한 것은 「열차회송 작전」의 목적이 딘 소장의 구출에 있었던 것은 아니고, 대전역의 보급품을 적재한 화차를 구출하기 위한 작전이었다. 
```

특히 국방부 소속 전쟁기념관에서는 2020년에 발간했던 학예지 - '호국인물총서 (1): 6·25전쟁 개전의 순간' (pp. 118–123)에서 기밀해제 된 미 제24보병사단 정보참모부(G-2) 보고서를 국내 최초로 입수하여 철도공무원들이 수행한 작전이 '딘 소장 구출 작전'이 아닌 '보급품 후송 작전'이었음을 이론의 여지없이 입증하여 기술하였고, 작전 목적의 오해에 대해 각주를 통해 한번 더 자세히 설명하였다.
- 국방부 전쟁기념관 '호국인물총서 (1): 6·25전쟁 개전의 순간' 각주 발췌 (p. 120)

```
"당시 김재현 기관사의 기관차에 부여된 임무를 두고 거듭되는 오해를 별기한다. 당시 승무원인 현재영·황남호의 수기 증언을 비롯해 국내의 각종 문헌과 현양 행사에서는 당시의 철도 수송 임무를 ‘딘 소장 구출 작전’으로 묘사해 왔다. 그러나 대전 철수작전 당시 작성된 미 제24사단 정보처 보고서와 미 육군, 국방부 군사편찬위원회에서 각각 발행된 공간사, 딘 소장의 회고록 등에 따르면 이들의 임무는 대전역에 적재된 보급품을 영동역으로 철수시키는 것으로 딘 소장의 구조와는 무관한 임무였다.[24th Infantry Division G-2 Journal, Vol. 8, For the Period 191700K July to 221550K July 50 ; Appleman, Roy E., South to the Nakdong, North to the Yalu , Center of Military History, United States Army(1992), 169쪽; Dean,William F. and Worden, William L., General Dean’s Story , the Viking Press(1954), 37쪽; 국방부 군사편찬연구소, 『6·25전쟁사 4: 금강-소백산맥선 지연작전』, 2008, 161∼162쪽]"
```

부연하자면 딘 소장이 7월 20일 16시경에 대전역에 있던 탄약 등 보급품이 적재된 화차 10량의 후방 이송 명령을 영동에 위치한 사단 지휘소에 하달하였고 이 명령에 따라 김재현 기관사와 부기관사에 해당하는 황남호 본무기관조사, 현재영 보조기관조사가 운전을 맡고 30명의 미군 특공대원이 아닌 6명의 미 제24보병사단 병참부대 소속 미군 6명이 호송병으로 탑승한 채 7월 20일 16시 20~30분경에 기관차가 이원역을 출발하여 대전역에 도착하였다. 그러나 대전역 도착 전 북한군에 공격을 받아 손상된 탄수차로 인해 화차 10량을 견인할 수 있는 동력이 부족하여 '보급품 후송 작전'에 실패하고 복귀하는 도중 김재현 기관사가 순직하고 현재영 보조기관조사가 부상을 당하였다. 결국 후송에 실패한 대전역의 보급품 적재 화차들은 7월 21일 08시에 미 공군이 폭격으로 파괴하여 북한군에게 노획되는 것을 막았다.
그 후 딘 소장은 7월 20일 18시부터 대전에 잔류하던 미 제24보병사단 34연대 병력들과 함께 차량 대열로 부대 건제를 유지한 채 대전에서 철수하였다. 그러나 철수 대열이 옥천가도에 들어선 이후 북한군의 매복 공격을 당해 차단선을 돌파하지 못하고 도보로 후퇴하던 중 낙오하여 홀로 본대를 찾아 대구로 남하하다 약 한 달 후인 8월 25일 북한군에 포로가 되었다.

### 김재현 기관사의 순직일(작전일)과 기관차 발차 시각
김재현 기관사의 순직일은 7월 19일이 아니고 7월 20일이었다.
현재 김재현 기관사의 공식 순직일은 국립서울현충원 묘비, 국가보훈처 자료 등등에서 7월 19일로 기록하고 있으며, 1975년 동아일보 기사처럼 7월 19일을 김재현 기관사의 순직일로 보도한 과거 기사도 존재한다.
그러나 생존 철도공무원들의 최초 증언이 실렸던 1953년 교통부 발간 공식 역사서 '한국교통동란기'에서 7월 20일 오후 5시에 명령을 받고 18시 정각에 이원역을 출발한 것으로 기술되어 있으며, 미 육군 군사(戰史)  연구소(U.S. Army Center of Military History)의 6.25 전쟁 공식 전사(戰史) - 'South to the Naktong, North to the Yalu' (pp. 168–169)에 7월 20일 16시 20분에 기관차가 이원역에서 대전역으로 출발하였고 역시 복귀하는 도중 한국인 기관사가 적의 총탄을 맞아 사망했다고 기술되어 있다. 또한 미 제24보병사단 정보참모부(G2) 보고서와 병참부대 보고서 역시 7월 20일 16시 30분경에 기관차가 대전역으로 출발하였다고 기록하고 있는데 정리하자면 미국 측 자료에서는 일관되게 김재현 기관사의 순직일(작전일)과 기관차 발차 시각을 7월 20일 16시 20분에서 30분 사이로 기록하고 있다.
김재현 기관사의 순직일(작전일)이 7월 19일로 잘못 알려지게된 직접적인 이유는 1962년 12월 5일 대전광역시 판암동 소재 대전역–세천역 구간에 건립되었던 김재현 기관사 순직비에 순직일이 7월 19일로 잘못 기재되었기 때문이다.
즉 1962년 12월 10일 순직비 제막시 관련 기사에서도 7월 20일에 김재현 철도 기관사가 순직했다고 기술되어 있지만 정작 순직비에 7월 19일로 순직일이 잘못 기재되었고 그 후 철도청 시절부터 이 순직비에 기재된 순직일에 맞추어 김재현 기관사 현양사업을 진행 하면서 완전히 잘못 알려지게 된 것이다.

### 김재현 기관사가 운전했던 기관차의 모델번호
김재현 기관사가 운전했던 기관차의 모델번호는 미카 3-129호가 아니고 미카 3-219이었다.
현재 김재현 기관사의 유품은 경기도 의왕시에 있는 철도박물관에 소장, 전시 중이며 그가 운전했다고 알려진 미카 3형 증기기관차 129호(모델번호: 미카3-129호)는 2008년 10월 17일 국가등록문화유산 제415호로 지정되었으나 기관차 모델번호와 작전 목적 등 이 문서에서 설명하고 있는 역사적 오류가 인정되어 2025년 6월 12일 국가등록문화유산에서 등록 말소되었다. 대전철도차량정비단에 정태 보존하고 있었으나 현재는 국립대전현충원 내 위치한 호국철도기념관에서 야외전시 중이다.
과거 사료 및 증언들의 기관차 모델번호를 조사해보면 김재현 기관사가 실제로 운전했던 기관차는 '미카3-129호'가 아니고 '미카 3-219호'로서 먼저 UP 통신사(현 UPI 통신사) 소속 피터 칼리셔(Peter Kalischer) 종군기자가 1950년 7월 20일 단독으로 보도하고 'Buffalo Evening News', 'The Atlanta Constitution' 등 여러 미국 신문에 전재(轉載) 및 재배포되었던 대전 투입 기관차 관련 기사에서 기관차를 'Old 219'(낡은 기관차 219호 의미로 추정)로 특정하였고, 1953년 교통부 발간 공식 역사서 '한국교통동란기'의 330페이지에서도 김재현 기관사가 운전하여 대전에 투입되었던 기관차를 'M3 二一九호'로 기록하였으며, 황남호 본무기관조사와 현재영 보조기관조사는 1983년 7월 20일 작성한 자필 경위서에서 한번 더 'MK3 219호'로 증언하였으며 특히 황남호 본무기관조사는 '미카3-219호'와 관련하여 아래와 같은 구체적인 증언 기록을 남겼다.
- 황남호 본무기관조사 1983년 7월 20일자 자필 경위서 원문 발췌

```
"제가 혼자 살아 운전한 기관차 MK3 219호는 김천기관차 사무소에서 수리한 후 다시 전투에 수송업무를 한 후 20여년 사용되었으나 디젤화로 폐차되었습니다."
```

또한 철도청 시절인 1999년 발간된 공식 역사서 '한국철도 100년사'의 923페이지에도 "'미카3-219호' 증기기관차를 몰고 가겠다고 김재현 기관사가 자원하였다." 이러한 문구 등으로 기술되어 있는데 즉 한국철도공사에서 2008년 국가등록문화유산 신청 시점 기준 가장 권위있는 최신 공식 역사서에서도 대전 전투에 투입되었던 기관차는 미카3-219호임을 명확하게 밝히고 있었다.
한편 2008년 미카3-129호의 국가등록문화유산 지정시 심의위원으로 참여했다는 손길신 전 철도박물관장이 언론 기사(기획칼럼 - 손길신 전 철도박물관장의 철도역사 이야기 '제49화')에서 '한국교통동란기'의 160페이지 스크린샷을 첨부하여 "기관차 모델번호 3-129호를 세로쓰기 한자로 기록하여 3-219호로 읽을 수도 있으나 한자 모양을 자세히 보면 『三-一二九』임이 확인되어" '미카3-129호'가 김재현 기관사가 운전했던 기관차의 모델번호가 맞다고 주장하였다. 
미

가

三

二

二

九

號

즉 '한국교통동란기'에 위와 같이 한자 세로쓰기로 쓰여진 모델번호에서 三자 다음 二의 첫번째 획을 -(대시)로 바꾸고 그 다음 한자를 一二九로 해석한 것인데 그러나 언론 기사에 첨부된 '한국교통동란기'의 160페이지 스크린샷의 내용을 자세히 읽어보면 알겠지만 이 스크린샷은 대전 전투에서 김재현 기관사 등이 수행한 '보급품 후송 작전'과 별개로 대전역에서 근무하던 역무원 등과 함께 보급품 후송 시도 후 탈출했다고 알려진 장시경 신호원의 공적을 서술하는 항목(항목명: 포위망을 뚫고, pp. 159–161)이며 이 항목의 160페이지에서 장시경 신호원이 대전역에서 탈출할 때 탑승했던 기관차의 모델번호가 세로쓰기로 '미가三二二九호'로 표기되어 있는 것으로 김재현 기관사가 운전했던 기관차의 모델번호를 지칭하는 것이 아니다.
부연하자면 이미 상술했다시피 '한국교통동란기'의 김재현 기관사의 공적을 서술하는 항목(항목명: 우군을 구출타가, pp. 326–331)의 330페이지에서 김재현 기관사가 운전했던 기관차의 모델번호가 'M3 二一九호'로 명확하게 표기되어 있으며, 설사 손길신 전 철도박물관장의 한자 해석이 정확하다고 가정하더라도 이것은 장시경 신호원이 탑승했던 기관차의 모델번호가 미카3-229호가 아니고 미카3-129호가 정확하다는 의미가 되기 때문에 김재현 기관사가 운전했던 기관차의 모델번호와는 전혀 관계가 없는 것이다.
참고로 미카형 증기기관차의 모델번호에서 -(대시)를 사용한 구분 표기는 공식적인 표기도 아니며, 기관차 모델번호를 한자 수사로 세로쓰기 표기시 혼란을 유발할 수 있는 -(대시)를 모델번호 사이에 의도적으로 넣을 이유도 전혀없으며, 국방부 전사편찬위원회가 1979년 발간한 6.25 전쟁 공식 전사(戰史) - 한국전쟁사 제2권 지연작전기 (p. 536) 보관됨 2023-04-17 - 웨이백 머신에서도 '한국교통동란기'의 장시경 신호원의 증언을 요약하여 실었는데 여기에서도 '미카 3229호'로 표기하였다. 즉 한자를 일상적으로 사용하던 시절인 1979년에 6.25 전쟁사를 집필하던 국방부 전사편찬위원들도 '한국교통동란기'에 기재된 기관차 모델번호를 『三-一二九』로 해석한 것이 아니고 『三二二九』로 해석하였다.
결론적으로 손길신 전 철도박물관장의 기사에서 '한국교통동란기' 캡춰 사진에 기재된 한자 모양을 자세히 보면 『三-一二九』임이 확인되어 '미카3-129'호가 맞다는 주장은 역사 왜곡으로 김재현 기관사가 운전했던 기관차 모델번호 논란에서 고려할 대상이 전혀 아니며, 1953년 12월 24일 교통부에서 '한국교통동란기'를 발간하면서 최초로 김재현 기관사 등 철도공무원들의 대전 전투 공적을 사료로 남길 때는 분명히 '미카 3-219호'로 정확히 기록하였으며 1962년 경향신문 기사, 1969년 동아일보 기사, 1975년 동아일보 기사를 보면 이때까지만 해도 언론 기사상에서도 '미카 3-219호'로 정확히 전해내려왔었다.
그러나 그 후 한국철도공사의 단순 실수인지 아니면 '미카 3-219호'가 폐차되었으니 의도적으로 '미카 3-129호'로 조작을 해서 추천을 했는지 알 수 없지만 결과적으로 김재현 기관사 등이 수행한 '보급품 후송 작전'에 투입되지도 않았던 전혀 상관없는 기관차가 2008년 국가등록문화유산 제415호로 지정되는 어처구니없는 불상사가 발생하였던 것이다.

### 옥천역 복귀시 기관차 운전자
국내에서는 그 동안 황남호 본부기관조사 본인의 증언에 의하여 김재현 기관사가 순직하고 현재영 보조기관조사가 부상으로 의식으로 잃은 후 황남호 본부기관조사가 기관차를 운전하여 옥천역으로 복귀한 것으로 알려졌었다.
그러나 UP 통신사(현 UPI 통신사) 소속 피터 칼리셔(Peter Kalischer) 종군기자가 1950년 7월 20일 단독으로 보도하고 'Buffalo Evening News', 'The Atlanta Constitution' 등 수많은 미국 신문에 전재(轉載) 및 재배포되었던 기사에 따르면 옥천역 복귀시 운전자는 스몰우드 하사(Sergeant Elmo Smallwood)이었다. 부연하자면 한국인 승무원들이 죽거나 부상당한 위기 상황에서 스몰우드 하사가 기관차를 운전하는 영웅적인 활약을 펼쳐 동료 미군 호송병 5명의 목숨을 살렸다는 내용이 이 기사의 요지로 수많은 미국 신문에 대서특필되었다.
또한 미 제24보병사단 병참부대 보고서에도 기관사가 부상당하자 스몰우드 하사가 운전하여 옥천역으로 복귀했다고 기록되어 있다.

## 수훈
2012년 6월 미국 국방부로터 '미국 국방부 장관실 우수공무훈장(Office of the Secretary of Defense Medal for Exceptional Public Service)'을 수훈하였다.
당시에는 미국 국방부가 민간인에게 주는 가장 높은 훈격의 훈장인 'Secretary of Defense Exceptional Civilian Service Award'를 수여했다고 보도되었지만 실제로는 미국 국방부가 순수 민간인과 외국인에게 수여하는 훈장 중 3등급인 'Office of the Secretary of Defense Medal for Exceptional Public Service'를 수여하였다.
2015년 12월 황남호 본무기관조사와 현재영 보조기관조사 역시 미국 국방부로부터 훈장을 수훈했는데 이때도 역시 미국 국방부가 민간인에게 주는 가장 높은 훈격의 미국 국방부 특별공로훈장을 수여했다고 보도되었지만 실제 훈장의 모양 등을 비추어 보아 김재현 기관사에게 수여된 훈장과 동일한 훈장으로 추정된다.

## 참고 자료
- General Dean's Story(딘 장군 회고록)
- South to the Naktong, North to the Yalu - U.S. Army Center of Military History
- 한국전쟁사 제2권 지연작전기 - 국방부 군사편찬연구소 보관됨 2023-04-17 - 웨이백 머신
- 6.25전쟁사 제4권 금강-소백산맥선 지연작전 - 국방부 군사편찬연구소 보관됨 2021-06-24 - 웨이백 머신
- 호국인물총서 01 : 6·25전쟁Ⅰ 개전의 순간 - 전쟁기념관
- '딘 소장 구출 작전'은 사실이 아니었다 - 오마이뉴스
- 딘 소장 구출작전' 아니었다…6·25 그날, 기관사 죽음의 진실- 중앙일보
- 기차가 온다 - 한국철도박물관 관장 배은선